# Unterseeboot 515
Le Unterseeboot 515 (ou U-515) est un sous-marin allemand utilisé par la Kriegsmarine pendant la Seconde Guerre mondiale.

## Historique
Après avoir reçu sa formation de base à Stettin en Allemagne à l'époque, en Pologne actuellement, au sein de la 4. Unterseebootsflottille jusqu'au 31 août 1942, il rejoint sa flottille de combat à Lorient, dans la 10. Unterseebootsflottille.
L'U-515 est coulé le 9 avril 1944 à 15 heures 10 dans l'Atlantique au nord de l'archipel de Madère au Portugal à la position géographique de 34° 35′ N, 19° 18′ O par des roquettes tirées par des avions Grumman TBF Avenger et F4F Wildcat du porte-avions d'escorte américain USS Guadalcanal et par des charges de profondeur lancées par les destroyers USS Pope, USS Pillsbury, USS Chatelain et USS Flaherty.
L'attaque a coûté la vie à 16 membres de l'équipage. Les 44 survivants sont recueillis par les destroyers et transférés ensuite sur l'USS Guadalcanal. Le commandant de l'U-515, Werner Henke, fait partie des survivants. En juin 1944, il est tué par balle en tentant de s'échapper de Fort Meade, alors qu'il était détenu comme prisonnier de guerre aux États-Unis.

## Affectations successives
- 4. Unterseebootsflottille du 21 février 1942 au 31 août 1942
- 10. Unterseebootsflottille du 1er septembre 1942 au 9 avril 1944

## Commandement
- Kapitänleutnant Werner Henke du 21 février 1942 au 9 avril 1944

## Navires coulés
L'U-515, au cours de sa carrière et de ses 7 patrouilles, a coulé 23 navires et endommagé deux autres qui ont coulé plus tard, en plus d'endommager deux autres navires qui eux, n'ont pas coulé. Sur les 25 navires coulés, 21 étaient des cargos totalisant 131 769 tonneaux, deux navires de guerre totalisant 19 277 tonneaux de jauge brute, un cargo qui a coulé plus tard de 4 668 tonneaux de jauge brute, et d'un navire de guerre qui a ensuite coulé totalisant 1 350 tonnes. L'U-515 a également endommagé un cargo de 6 034 tonneaux de jauge brute et endommagé un navire de guerre de 1 920 tonnes.

## Sources
- (en) Cet article est partiellement ou en totalité issu de l’article de Wikipédia en anglais intitulé « German submarine U-515 » (voir la liste des auteurs).